# Dravida Munnetra Kazhagam
Dravida Munnetra Kazhagam (Federação Progressiva dos Drávidas) é um partido político da Índia, particularmente nos estados de Tâmil Nadu e nos territórios Puducherry. A sede do partido é situada em Chennai.
É um partido identitário Drávida, de ideologia social-democrata e princípios da Justiça social de C. N. Annadurai e Periyar E. V. Ramasamy. Foi fundado em 1949 por C. N. Annadurai após romper com o Dravidar Kazhagam (atual Partido da Justiça, desde 1944) liderado por Periyar E. V. Ramasamy.
DMK foi fundado e liderado por C. N. Annadurai (como secretário-geral) de 1949 até a sua morte em 3 de fevereiro de 1969, quem serviu como Ministro-Chefe de Tâmil Nadu de 1967 a 1969.
Sob Annadurai, o DMK se tornou o primeiro partido com exceção do Congresso Nacional Indiano a ganhar eleições estaduais com grande vantagem, em 1967. M. Karunanidhi deu sequência como primeiro presidente do DMK de 1969 até a sua morte em 7 de agosto de 2018. Ele também foi Ministro-Chefe por cinco mandatos não consecutivos.
Atualmente, o DMK é liderado por M. Karunanidhi's filho de M. K. Stalin, que foram Ministros-Chefes de Tâmil Nadu de 2009 a 2011. Stalin foi eleito Líder Executivo do partido em 2017 e então foi unanimemente eleito Presidente do partido pelo corpo geral do DMK em 2018, após a morte de Karunanidi.
Após as Eleições gerais na Índia em 2019, o DMK emergiu como o terceiro maior partido no Lok Sabha com 24 cadeiras. Atualmente o Dravida Munnetra Kazhagam tem pouco mais de 10 milhões de filiados.